# Haus Echthausen

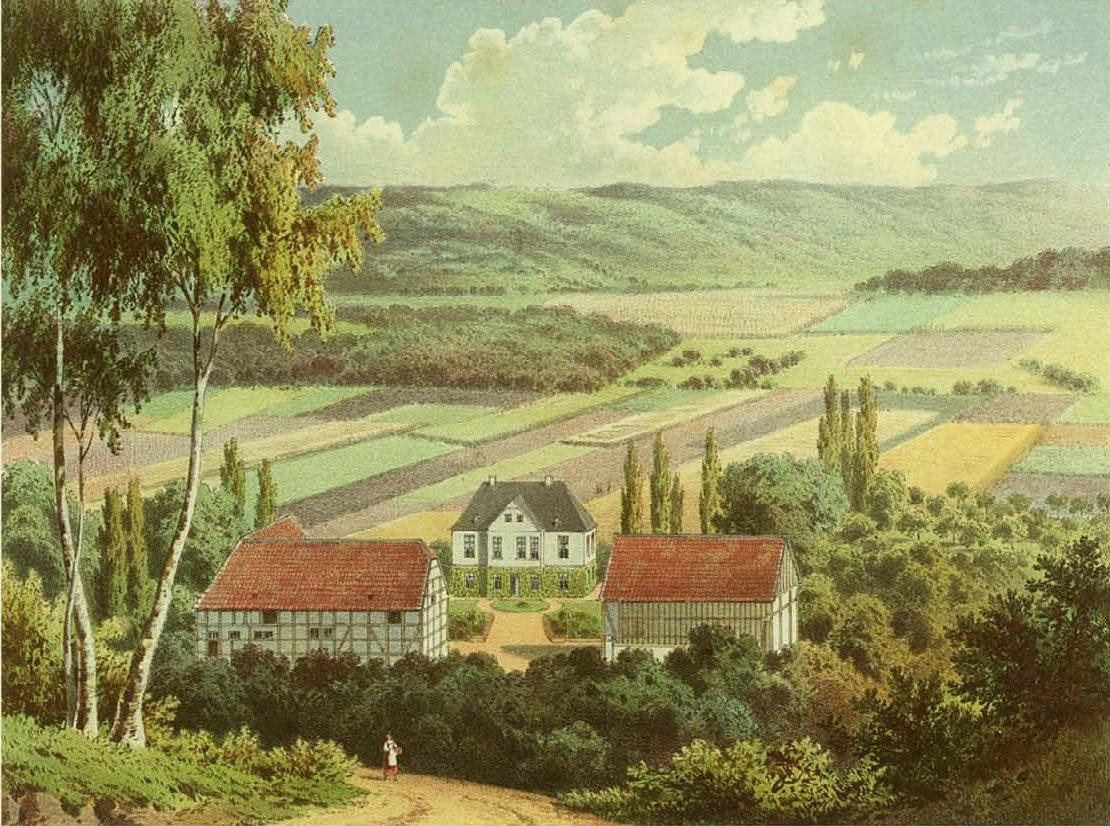
Haus Echthausen um 1860, Sammlung Alexander Duncker

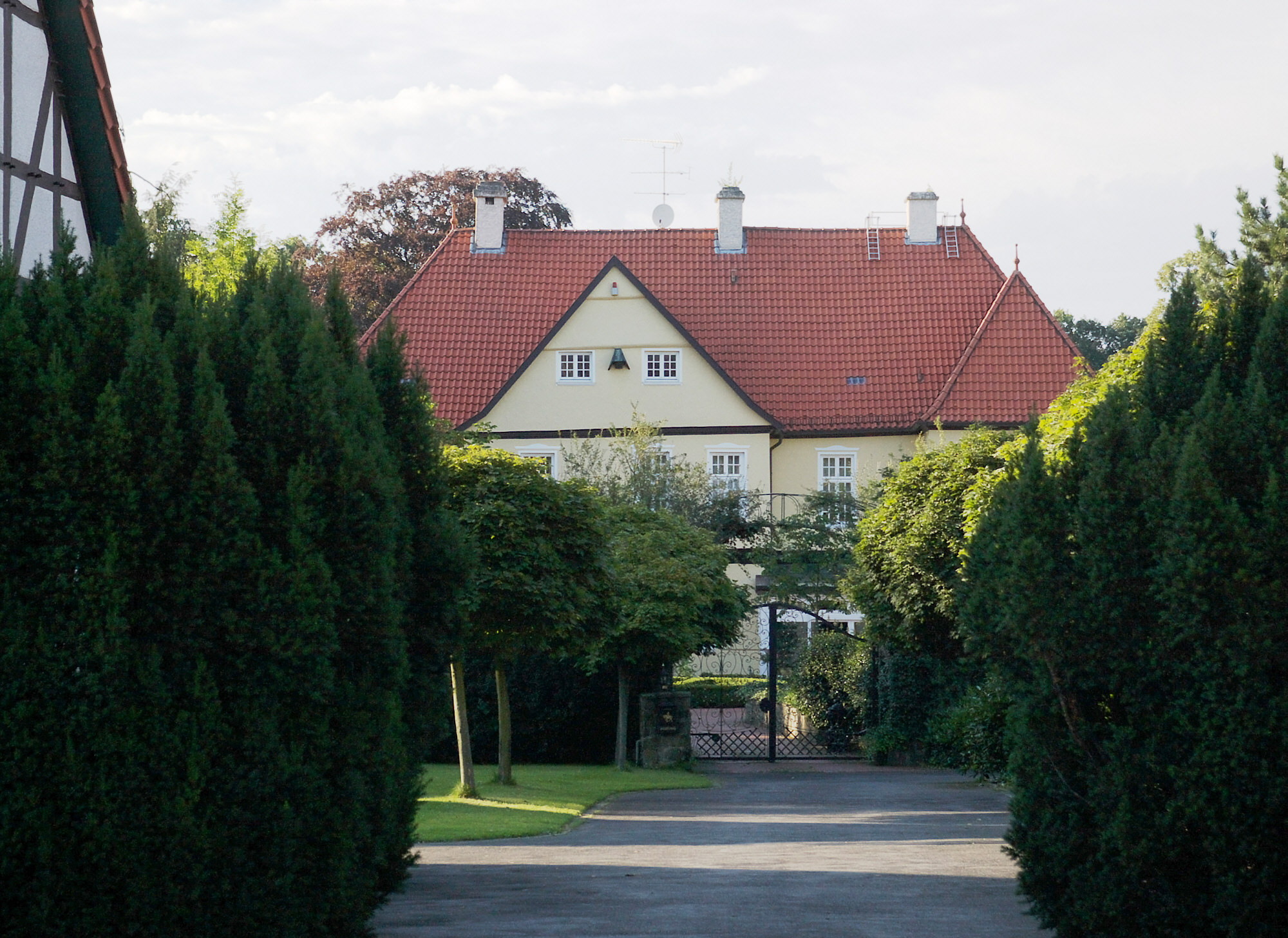
Haupthaus Echthausen im Jahr 2007

Das Haus Echthausen ist ein Wasserschloss in Wickede-Echthausen. Das seit 1987 unter Denkmalschutz gestellte Anwesen ist für die Öffentlichkeit nicht zugänglich, da es sich in Privatbesitz befindet.

## Geschichte
Erste urkundliche Erwähnung fand das Haus Echthausen durch einen Rechtsstreit zwischen Kaiser Konrad II. mit der Abtei Werden.
Es gehörte einst den Grafen von Arnsberg, dann bis 1835 der Familie von Böckenförde gen. Schüngel. Bis 1909 gehörte es der Erbsälzerfamilie von Lilien, die es 1924 an den Freiherrn von Boeselager veräußerte. 1991 verkauften dessen Nachfahren das stark heruntergekommene Anwesen an die Unternehmerfamilie Bente, die sämtliche Gebäude sowie den dazugehörigen Park aufwändig sanierten und seitdem als Wohnsitz nutzen.
Keller und Erdgeschoss im westlichen Teil des Hauses bilden den ältesten Baubestand aus dem Jahre 1530. Der heutige, mittlere Teil des Herrenhauses wurde wahrscheinlich zwischen 1570 und 1620 angebaut. Im 18. Jahrhundert erhielt das Gebäude ein zusätzliches Fachwerkgeschoss. Mit dem Anbau des Ostflügels im Jahre 1910 erfolgte einhergehend mit der Umgestaltung von Fenstern und Türen die letzte Erweiterung.
Nach längerem Leerstand war das Anwesen zum Ende des 20. Jahrhunderts abbruchreif. Ein Privatinvestor kaufte es und renovierte es.

## Lage
Das ehemalige Rittergut Echthausen steht unmittelbar an der Landstraße von Neheim nach Wickede, in der Nähe des südlichen Ufers der Ruhr.